# Zlaté maliny za rok 2017
Zlaté maliny za rok 2017 je filmové ocenění k uctění toho nejhoršího, co filmový průmysl v roce 2017 nabídl. Ceny byly uděleny na základě hlasů členů nadace Golden Raspberry Foundation. Nominace byly odhaleny 3. března 2018. Nejvíce sošek si domů odnesl film Emoji ve filmu, celkem 4.

## Vítězové a nominovaní
| Kategorie                                                                     | Nominace |
| ----------------------------------------------------------------------------- | --- |
| Nejhorší film                                                                 | Emoji ve filmu (Columbia)                                                                                       |
| Nejhorší film                                                                 | Pobřežní hlídka (Paramount)                                                                                     |
| Nejhorší film                                                                 | Padesát odstínů temnoty (Universal)                                                                             |
| Nejhorší film                                                                 | Mumie (Universal)                                                                                               |
| Nejhorší film                                                                 | Transformers: Poslední rytíř (Paramount)                                                                        |
| Nejhorší herec                                                                | Tom Cruise za Mumie v roli Nicka Mortona                                                                        |
| Nejhorší herec                                                                | Johnny Depp za Piráti z Karibiku: Salazarova pomsta v roli kapitána Jacka Sparrowa                              |
| Nejhorší herec                                                                | Jamie Dornan za Padesát odstínů temnoty v roli Christiana Greye                                                 |
| Nejhorší herec                                                                | Zac Efron za Pobřežní hlídka v roli Matta Brodyho                                                               |
| Nejhorší herec                                                                | Mark Wahlberg za Táta je doma 2 a Transformers: Poslední rytíř v roli Dustyho Mayrona a Cadeho Yeagera          |
| Nejhorší herečka                                                              | Tyler Perry za Boo 2! A Madea Halloween v roli Mabel Simmons                                                    |
| Nejhorší herečka                                                              | Katherine Heiglová za Unforgettable v roli Tessy Connover                                                       |
| Nejhorší herečka                                                              | Dakota Johnson za Padesát odstínů temnoty v roli Anastasie Steele                                               |
| Nejhorší herečka                                                              | Jennifer Lawrenceová za Matka! v roli Matky                                                                     |
| Nejhorší herečka                                                              | Emma Watsonová za The Circle v roli Mae Holland                                                                 |
| Nejhorší herec ve vedlejší roli                                               | Mel Gibson za Táta je doma 2 v roli Kurta Mayrona                                                               |
| Nejhorší herec ve vedlejší roli                                               | Javier Bardem za Matka! a Piráti z Karibiku: Salazarova pomsta v roli Jeho a kapitána Armanda Salazara          |
| Nejhorší herec ve vedlejší roli                                               | Russell Crowe za Mumie v roli Dr. Henryho Jekylla                                                               |
| Nejhorší herec ve vedlejší roli                                               | Josh Duhamel za Transformers: Poslední rytíř v roli Williama Lennoxe                                            |
| Nejhorší herec ve vedlejší roli                                               | Anthony Hopkins za Srážka Transformers: Poslední rytíř v roli Hagena Kahla a Edmunda Burtona                    |
| Nejhorší herečka ve vedlejší roli                                             | Kim Basinger za Padesát odstínů temnoty v roli Eleny Lincoln                                                    |
| Nejhorší herečka ve vedlejší roli                                             | Sofia Boutella za Mumie v roli Ahmanet                                                                          |
| Nejhorší herečka ve vedlejší roli                                             | Laura Haddock za Transformers: Poslední rytíř v roli Viviane Wembly                                             |
| Nejhorší herečka ve vedlejší roli                                             | Goldie Hawn za Dámská jízda v roli Lindy Middleton                                                              |
| Nejhorší herečka ve vedlejší roli                                             | Susan Sarandon za Matky na tahu o Vánocích v roli Isis Dunkler                                                  |
| Nejhorší spojení na filmovém plátně                                           | Kterákoliv protivná emotikona ve filmu Emoji ve filmu                                                           |
| Nejhorší spojení na filmovém plátně                                           | Kterákoliv kombinace dvou postav, dvou hraček nebo dvou pozic ve filmu Padesát odstínů temnoty                  |
| Nejhorší spojení na filmovém plátně                                           | Kterákoliv kombinace dvou lidí, dvou robotů nebo dvou explozí ve filmu Transformers: Poslední rytíř             |
| Nejhorší spojení na filmovém plátně                                           | Johnny Depp a jeho opilecká rutina ve filmu Piráti z Karibiku: Salazarova pomsta                                |
| Nejhorší spojení na filmovém plátně                                           | Tyler Perry a jeho obnošená paruka ve filmu Boo 2! A Madea Halloween                                            |
| Nejhorší prequel, remake, rip-off nebo sequel                                 | Padesát odstínů temnoty (Universal/Focus Features)                                                              |
| Nejhorší prequel, remake, rip-off nebo sequel                                 | Pobřežní hlídka (Paramount)                                                                                     |
| Nejhorší prequel, remake, rip-off nebo sequel                                 | Boo 2! A Madea Halloween (Lionsgate)                                                                            |
| Nejhorší prequel, remake, rip-off nebo sequel                                 | Mumie (Universal)                                                                                               |
| Nejhorší prequel, remake, rip-off nebo sequel                                 | Transformers: Poslední rytíř (Paramount)                                                                        |
| Nejhorší režisér                                                              | Tony Leondis za film Emoji ve filmu                                                                             |
| Nejhorší režisér                                                              | Darren Aronofsky za film Matka!                                                                                 |
| Nejhorší režisér                                                              | Michael Bay za film Transformers: Poslední rytíř                                                                |
| Nejhorší režisér                                                              | James Foley za film Padesát odstínů temnoty                                                                     |
| Nejhorší režisér                                                              | Alex Kurtzman za film Mumie                                                                                     |
| Nejhorší scénář                                                               | Tony Leondis, Eric Siegel a Mike White za film Emoji ve filmu                                                   |
| Nejhorší scénář                                                               | Damian Shannon, Mark Swift, Jay Scherick, David Ronn, Thomas Lennon a Robert Ben Garant za film Pobřežní hlídka |
| Nejhorší scénář                                                               | Niall Leonard za film Padesát odstínů temnoty                                                                   |
| Nejhorší scénář                                                               | David Koepp, Christopher McQuarrie, Dylan Kussman, Jon Spaihts, Alex Kurtzman a Jenny Lumet za film Mumie       |
| Nejhorší scénář                                                               | Art Marcum, Matt Holloway, Ken Nolan a Akiva Goldsman za film Transformers: Poslední rytíř                      |
| Film nominovaný na Malinu tak zkažený, že ho musíte milovat                   | Pobřežní hlídka                                                                                                 |
| Film nominovaný na Malinu tak zkažený, že ho musíte milovat                   | Emoji ve filmu                                                                                                  |
| Film nominovaný na Malinu tak zkažený, že ho musíte milovat                   | Padesát odstínů temnoty                                                                                         |
| Film nominovaný na Malinu tak zkažený, že ho musíte milovat                   | Mumie |
| Film nominovaný na Malinu tak zkažený, že ho musíte milovat                   | Transformers: Poslední rytíř                                                                                    |
| Malinová cena vykoupení                                                       | Bezpečné Hollywoodské nebe                                                                                      |
| Ocenění Barry L. Bumstead (pro film, který stál hodně peněz a přišel o hodně) | CHIPS: Bláznivá hlídka                                                                                          |